# Mons Hadley
A Mons Hadley egy kiemelkedés a Hold felszínén a Montes Apennines északi részén a hold északi féltekéjén. A kiemelkedés koordinátái 26.5° É, 4.7° K. A kiemelkedés 4600 méter magas és 25 kilométeres átmérőjű az alapjánál, ezzel a Naprendszer 25. legmagasabb hegycsúcsa. A hegy délnyugati oldalán fekszik az a völgy, amely az Apollo-15 űrprogram leszállópályája volt. A kiemelkedéstől délnyugatra helyezkedik el a kiemelkedés kisebb társa a Mons Hadley Delta, amely mindössze 3500 méteres magasságot ér el. Ennek a csúcsnak a koordinátái 25.8° É, 3.8° K. Ezen csúcsoktól nyugatra húzódik az a hasadékvölgy, ahová az Elesett űrhajósok emléktáblája került kihelyezésre. Ezen emléktábla mindazoknak az űrhajósoknak állít emléket, akik életüket áldozták az űrkutatás története során. A Hadley csúcsokat John Hadley matematikusról nevezték el.

## Közeli kráterek
A Nemzetközi Csillagászati Unió adatbázisában az alábbi közeli kráterek szerepelnek:
| Kráter | Koordinátái                                    | Átmérő    | Név forrása      |
| ------ | ---------------------------------------------- | --------- | ---------------- |
| Béla   | é. sz. 24,7°, k. h. 2,3°24.700000°N 2.300000°E | 11 × 2 km | Magyar férfinév  |
| Carlos | é. sz. 24,9°, k. h. 2,3°24.900000°N 2.300000°E | 4 km      | Spanyol férfinév |
| Jomo   | é. sz. 24,4°, k. h. 2,4°24.400000°N 2.400000°E | 7 km      | Afrikai férfinév |
| Taizo  | é. sz. 24,7°, k. h. 2,2°24.700000°N 2.200000°E | 6 km      | Japán férfinév   |

## Meteorkráterek
Ezen alakzatokat a holdról készült térképeken az ábécé betűivel jelölik, mivel közel esnek a Mons Hadley-hez.
| Hadley | Szélesség | Hosszúság | Átmérő |
| ------ | --------- | --------- | ------ |
| C      | 25.5° É   | 2.8° K    | 6 km   |

A Joy kráter neve korábban Hadley A kráter volt, egészen 1973-ig, amikor is a Nemzetközi Csillagászati Unió átnevezte.

## Fordítás
Ez a szócikk részben vagy egészben  a   Mons Hadley című angol Wikipédia-szócikk ezen változatának fordításán alapul.  Az eredeti cikk szerkesztőit annak laptörténete sorolja fel. Ez a jelzés csupán a megfogalmazás eredetét és a szerzői jogokat jelzi, nem szolgál a cikkben szereplő információk forrásmegjelöléseként.